# Agnomain
Agnomain ist der Name einer Sagengestalt aus der keltischen Mythologie Irlands. Er kommt in der Vorgeschichte zum Lebor Gabála Érenn („Das Buch der Landnahmen Irlands“) vor.

## Mythologie
Agnomain gehört zur Familie des Feinius Farsaidh und ist ein Fürst der Skythen. Er tötet seinen Rivalen Reafloir im Kampf um die Führungsposition, aber dessen Nachkommen weigern sich, Agnomain als König anzuerkennen und vertreiben ihn mit seiner ganzen Familie. Agnomain rüstet nun drei Schiffe aus und nimmt 20 weibliche und 40 männliche Krieger an Bord. Er versucht sieben Jahre lang, am Nordufer des Kaspischen Meeres eine Durchfahrt in den Ozean zu finden, dann stirbt er. Erst seinen Söhnen und Enkeln, den Goidelen, gelingt es, über die Maeotis-Sümpfe (Asowsches Meer) und die Straße von Kertsch die Reise in den Pontus Euxinus („Schwarzes Meer“) und das Mittelmeer fortzusetzen. Sie gelten als die Vorfahren der Söhne des Míl Espane, der letzten und „gälischen“ Einwanderungswelle nach Irland, die die Túatha Dé Danann als Herrschervolk ablösen.
Nach einer anderen Version des Lebor Gabála Érenn ist Nemed der Sohn von Agnomain. Nemed segelt mit 44 Schiffen vom Kaspischen Meer nach Irland, um es einzunehmen. Er braucht anderthalb Jahre, um sein Ziel zu erreichen, allerdings kommt nur sein Schiff dort an, auf dem sich auch sein Sohn oder Enkel Iarbonel befindet. Dies ist die dritte der irischen Invasionen nach Cessair und Partholón.